# Le Vézier
Le Vézier je francouzská obec v departementu Marne v regionu Grand Est. Žije zde 184 obyvatel.

## Poloha obce
Obec leží na jihozápadě departementu Marne u jeho hranic s departementem Seine-et-Marne, tedy i u hranic regionu Grand Est s regionem Île-de-France.

### Sousední obce
| Růžice kompasu |                            | Montolivet (Seine-et-Marne) | Montenils (Seine-et-Marne) | Růžice kompasu |
| Růžice kompasu |                            | Sever                       | Tréfols                    | Růžice kompasu |
| Růžice kompasu | Le Vézier                  |                             | Tréfols                    | Růžice kompasu |
| Růžice kompasu | Jih                        |                             | Tréfols                    | Růžice kompasu |
| Růžice kompasu | Meilleray (Seine-et-Marne) | Villeneuve-la-Lionne        |                            | Růžice kompasu |